# Benedito Roberto
Benedito Roberto, C.S.Sp. (5 de novembro de 1946 – 8 de novembro de 2020) foi um arcebispo angolano,  arcebispo de Malanje.
Iniciou seus estudos na missão católica de Chiengue. Em 1967 foi admitido no Noviciado da Congregação do Espírito Santo em Braga, Portugal, realizando seus estudos secundários. Entre 1977 e 1981, graduou-se em filosofia e teologia no Seminário Maior de Cristo Rei de Huambo. Foi ordenado padre em 18 de outubro de 1981.
No dia 30 de dezembro de 1995 foi nomeado Bispo de Novo Redondo e foi consagrado Bispo em 25 de fevereiro de 1996, pelo arcebispo Félix del Blanco Prieto, núncio apostólico em Angola, coadjuvado por Zacarias Kamwenho, arcebispo-coadjutor de Lubango e por Abílio Rodas de Sousa Ribas, C.S.Sp., bispo de São Tomé e Príncipe.
O Papa Bento XVI o elevou como novo Arcebispo de Malanje em 19 de maio de 2012. Deu entrada na Sé em 21 de agosto, com uma missa assistida pelo núncio apostólico, Dom Novatus Rugambwa, de quem recebeu o pálio na solenidade e pelo Cardeal Dom Alexandre do Nascimento.
Faleceu em Malanje, após um período curto de internação no Hospital Geral de Malanje, vitimado pela COVID-19.